# Дзандеджакомо, Давиде
Дави́де Дзандеджа́комо (итал. Davide Zandegiacomo; род. 26 ноября 1972, Ауронцо-ди-Кадоре, Венеция) — итальянский кёрлингист.

## Карьера
В составе мужской сборной Италии участник чемпионата мира 1996 (заняли восьмое место) и пяти чемпионатов Европы (лучший результат — четвёртое место в 1995 году). В составе смешанной сборной Италии участник и серебряный призёр чемпионата Европы среди смешанных команд 2006). Трёхкратный чемпион Италии среди мужчин, чемпион Италии среди смешанных команд.
Играл в основном на позициях первого и второго.

## Достижения
- Чемпионат Италии по кёрлингу среди мужчин: золото (3 раза), серебро (5 раз), бронза (4 раза).
- Чемпионат Европы по кёрлингу среди смешанных команд: серебро (2006).
- Чемпионат Италии по кёрлингу среди смешанных команд: золото (1 раза).

## Команды
| Сезон                                          | Четвёртый               | Третий                  | Второй               | Первый               | Запасной                                    | Турниры            |
| ---------------------------------------------- | ----------------------- | ----------------------- | -------------------- | -------------------- | ------------------------------------------- | ------------------ |
| 1993—94                                        | Джанпаоло Дзандеджакомо | Вальтер Бомбассеи       | Давиде Дзандеджакомо | Диего Бомбассеи      |                                             | ЧЕ 1993 (14 место) |
| 1994—95                                        | Клаудио Пеша            | Джанпаоло Дзандеджакомо | Вальтер Бомбассеи    | Давиде Дзандеджакомо | Диего Бомбассеи тренер: Лино Мариани Майер  | ЧЕ 1994 (11 место) |
| 1995—96                                        | Клаудио Пеша            | Джанпаоло Дзандеджакомо | Вальтер Бомбассеи    | Давиде Дзандеджакомо | Диего Бомбассеи тренер: Отто Даниели        | ЧЕ 1995 (4 место)  |
| 1995—96                                        | Клаудио Пеша            | Джанпаоло Дзандеджакомо | Вальтер Бомбассеи    | Диего Бомбассеи      | Давиде Дзандеджакомо                        | ЧМ 1996 (8 место)  |
| 1996—97                                        | Клаудио Пеша            | Вальтер Бомбассеи       | Давиде Дзандеджакомо | Диего Бомбассеи      | Фабио Альвера тренер: Отто Даниели          | ЧЕ 1996 (10 место) |
| 2002—03                                        | Джанпаоло Дзандеджакомо | Вальтер Бомбассеи       | Давиде Дзандеджакомо | Диего Бомбассеи      | Антонио Менарди тренер: Родгер Густаф Шмидт | ЧЕ 2002 (11 место) |
| Кёрлинг среди смешанных команд (mixed curling) |                         |                         |                      |                      |                                             |                    |
| 2006—07                                        | Вальтер Бомбассеи       | Кьяра Оливьери          | Давиде Дзандеджакомо | Sara Zandegiacomo    | Marco Constantini, Элеттра Де Коль          | ЧЕСК 2006          |

(скипы выделены полужирным шрифтом)

## Частная жизнь
Его старший брат Джанпаоло Дзандеджакомо — также кёрлингист, они несколько лет в одной команде играли на национальных чемпионатах, чемпионатах Европы и мира.